# Neottia ussuriensis
Neottia ussuriensis là một loài thực vật có hoa trong họ Lan. Loài này được (Kom. & Nevski) Soó mô tả khoa học đầu tiên năm 1969.